# 가산로 (포천시)
가산로(Gasan-ro)는 경기도 포천시 가산면 하송우사거리 에서 포천시 가산면 가산2교차로까지 연결하는 도로이다.

## 주요 경유지
경기도
- 포천시 (가산면)

## 노선
| 이름          | 접속 노선                                             | 소재지        | 소재지        | 비고          |
| 화합로와 직결 | 화합로와 직결                                         | 화합로와 직결 | 화합로와 직결 | 화합로와 직결 |
| ------------- | ----------------------------------------------------- | ------------- | ------------- | ------------- |
| 하송우사거리  | 국도 제43호선 (호국로)                                | 포천시        | 가산면        |               |
| 가산교        |                                                       | 포천시        | 가산면        |               |
| 방축사거리    | 가산로73번길                                          | 포천시        | 가산면        |               |
| 방축리 교차로 | 가산로147번길 가산로194번길                           | 포천시        | 가산면        |               |
| 방축삼거리    | 마정로                                                | 포천시        | 가산면        |               |
| 마산삼거리    | 선마로                                                | 포천시        | 가산면        |               |
| 가산2 교차로  | 국도 제87호선 (포천로) (지방도 제364호선 (탑동가산로) | 포천시        | 가산면        |               |
| 포천로와 직결 |                                                       |               |               |               |

## 주요 건물 및 시설
- 현대자동차 블루핸즈 가산현대서비스 (가산로 18/방축리 648)
- 미니스톱 포천정진점 (가산로 76/방축리 450-3)
- SK에너지 청호에너지 (가산로 93/방축리 491-1)
- CU 뉴가산본점 (가산로 125/방축리 400-4)
- CU 포천화산점 (가산로 198/방축리 140-7)
- SK에너지 명성주유소 (가산로 236/방축리 43-1)
- GS칼텍스 화봉주유소 (가산로 245/방축리 30-6)
- 세븐일레븐 포천가산로점 (가산로 317/마산리 39-28)
- 농협 가산농협 주유소 (가산로 353/마산리 399-1)
- CU 포천가산점 (가산로 360/마산리 183-8)
- GS25 포천마산점 (가산로 369/마산리 146-1)